# Cybuliwka (obwód odeski)
Cybuliwka (ukr. Цибулівка) – wieś na Ukrainie, w obwodzie odeskim, w rejonie berezowskim, w hromadzie Znamjanka. W 2001 liczyła 399 mieszkańców, spośród których 372 wskazało jako ojczysty język ukraiński, 10 rosyjski, 8 mołdawski, 4 bułgarski, a 5 ormiański.